# Satisfactory
Satisfactory ist ein Simulationsspiel für Windows des schwedischen Entwicklers Coffee Stain Studios, das am 10. September 2024 veröffentlicht wurde. In dem Open-World-Aufbauspiel errichtet der Spieler auf einem fremden Planeten in der Egoperspektive möglichst effiziente Fabriken, um Ressourcen abzubauen und immer zahlreichere und komplexer werdende Komponenten herzustellen und vom Planeten zu versenden.
Der Titel spielt mit dem Umstand, dass das englische Wort satisfactory für „zufriedenstellend“ auch factory für „Fabrik“ enthält.

## Spielprinzip
Zu Beginn des Spiels landet der Spieler im Auftrag der Firma Ficsit Inc. auf einem unbewohnten Planeten. Zunächst muss der Spieler dort von Hand Ressourcen abbauen. Die aus diesen Ressourcen produzierten Teile kann er an die Auftraggeber ins Weltall schicken und wird dafür mit fortschrittlicheren Technologien belohnt, die es erlauben, den Abbau zu automatisieren, andere Ressourcen abzubauen und immer weiter zu verarbeiten. Materialien können durch Förderbänder und Pipelines oder Transportmittel wie autonome Lastkraftwagen, Züge und Drohnen transportiert werden. So erbaut und gestaltet der Spieler langsam eine riesige Fabrikkolonie.
Zentraler Spielinhalt ist das stetige Erweitern der eigenen Fabriken, das Optimieren der Produktionsabläufe und der Logistik, sowie der Versuch, so effizient wie möglich zu arbeiten. Parallel muss der Planet erkundet werden, um Zugang zu weiteren Ressourcen zu erlangen und verschiedene Artefakte zu sammeln. Spielziel ist es, Project Assembly, welches zur Rettung der Erde vor einer unbekannten Bedrohung dienen soll, abzuschließen. Dabei kommunizieren sowohl eine KI namens ADA als auch eine unbekannte, offenbar einheimische Entität mit dem Spieler, ohne jedoch im Verlauf des Spiels signifikante Erkenntnisse zur Bedrohung oder den Geheimnissen des Planeten zu offenbaren.
Satisfactory besitzt eine begrenzte, handgemachte Spielwelt, die in mehrere Biome wie Wälder, Wüsten, Sümpfe und Höhlen aufgeteilt ist. Das Gelände ist an vielen Stellen anspruchsvoll (Schluchten, Seen, Gase, Strahlung) und besonders ohne Fahrzeuge, Jetpack oder selbst gebaute Hilfen wie Leitern und Brücken schwer zu durchqueren. Der Spieler begegnet dabei zudem verschiedenen Lebewesen, von denen einige aggressiv sind und den Spieler angreifen wenn er ihnen zu nahe kommt. Es gibt verschiedene Waffen mit denen sich diese bekämpfen lassen.
Gesteuert wird das 3D-Spiel in der Egoperspektive, bei der Benutzung von Fahrzeugen in der Third-Person-Perspektive. Im Mehrspielermodus bauen die Spieler gemeinsam an Fabriken (Koop-Modus).
Trotz der feindlichen Umgebung und dem schnell hohen Produktionsaufwand wird der Spieler selten mit akuten Situationen konfrontiert und kann Aufgaben stattdessen dann angehen, wenn er dafür bereit ist. So sind alle abbaubaren Ressourcen unbegrenzt verfügbar, Gebäude benötigen keine Wartung oder Reparatur und bösartige Kreaturen spawnen nicht in deren Nähe, so dass der Spieler ihnen meist nur bei Erkundungstouren begegnet.
Das ist neben der 3D-Welt ein Unterschied zu Factorio, mit dem das Spiel aufgrund der großen Ähnlichkeiten der Spielmechanik und des Settings oft verglichen wird, wo aber Basisverteidigung und das stete Erschließen unverbrauchter Rohstoffquellen wesentliche Bestandteile des Spiels sind. Optional können die Gegner in Satisfactory auf passiv geschaltet werden.

## Entwicklung
Nachdem Coffee Stain die Entwicklung des Überraschungs-Hits Goat Simulator abgeschlossen hatte, experimentierte das Studio Anfang 2016 mit Prototypen für verschiedene Spiele und wählte Mitte des Jahres Satisfactory für die Weiterentwicklung aus. Der erste Trailer zum Spiel wurde auf der E3 2018 gezeigt. Satisfactory wurde knapp ein Jahr später am 19. März 2019 als Early-Access-Version veröffentlicht.
Ein erstes großes Update erschien am 15. Mai 2019 (im Entwicklungszweig Experimental bereits am 30. April). Es fügte dem Spiel neben neuen Ressourcen einen Förderbandlift, neue Gebäudeteile, ein Fahrzeug sowie Forschungsoptionen und eine Kartenansicht hinzu.
Das zweite Update vom 3. Juli 2019 (Experimental: 14. Juni) fügte dem Spiel u. a. Züge und Kernenergie hinzu, dazu weitere Ressourcen und Gebäude.
Update 3 erschien am 11. März 2020 (Experimental: 11. Februar). Wichtigste Neuerung war die Möglichkeit, Rohre zu verlegen, um Flüssigkeiten zu transportieren. Außerdem wurden Hypertubes hinzugefügt um sich schneller fortzubewegen. Ein Schredder für überschüssige Produkte wurde eingeführt und Teile der Map überarbeitet.
Am 13. April 2021 (Experimental: 16. März) wurde Update 4 veröffentlicht. Unter anderem wurden Gase, Lichter, Lieferdrohnen und weitere Ressourcen und Gebäude hinzugefügt sowie die Oberfläche des Baumenüs überarbeitet.
Am 23. November 2021 (Experimental: 26. Oktober) fügte Update 5 unter anderem neue kosmetische und organisatorische Bauteile sowie Zugkollisionen hinzu. Das Bausystem, die Wegfindung autonomer Fahrzeuge und mehrere Biome wurden überarbeitet.
Update 6 erschien am 20. September 2022 (Experimental: 14. Juni). Es brachte neben Veränderungen an der Spielwelt neue Ausrüstung und überarbeitete die Kreaturen-KI, das Karten- und das Forschungssystem. Update 7 brachte am 6. Dezember 2022 (Experimental: 15. November) Blueprints und Einstellungsmöglichkeiten zur Aggressivität der Kreaturen.
Update 8 wurde am 14. November 2023 (Experimental: 13. Juni) veröffentlicht. Es brachte den Wechsel der Spiel-Engine von der Unreal Engine 4 zu 5, neue Spielmodi, neue Gebäude zum Power-Management, Verbesserungen der Fahrzeugphysik und der Blueprints sowie Änderungen an der Spielwelt.
Am 2. Februar 2024 kündigten Coffee Stain Studios die Veröffentlichung der Version 1.0 für dasselbe Jahr an. Am geplanten Erscheinungstermin, dem 10. September 2024, wurde Satisfactory in Version 1.0 veröffentlicht (nachdem einige Neuerungen schon ab dem 18. März im Entwicklungszweig Experimental getestet werden konnten). Neuerungen umfassten neben der nun verfügbaren Story u. a. Möglichkeiten zur Teleportation von Ressourcen und Spielern; mehrere neue und geänderte Gebäude, Gebäudeupgrades, Zwischenprodukte und Fertigungsrezepte; ein geändertes Hard-Disk-Forschungssystem; eine Überarbeitung der Welt mit zahlreichen neu hinzugekommenen oder entfernten Rohstoffvorkommen; und Verbesserungen im Multiplayer.
Das erste Feature-Update nach Release erschien mit Version 1.1 am 10. Juni 2025 (Experimental: 1. April 2025) und brachte unter anderem einen Personenaufzug, Verbesserungen bei Zügen und Förderbändern sowie beim Bauen, einen erweiterten Foto-Modus und Controller-Support.
Das Entwicklungsteam bestand anfangs aus 10 bis 14 Personen und wuchs bis 2024 auf über 30 an. Game Designer waren Mark Hofma, Oscar Jilsén und Conrad Stroebel.

## Rezeption
Zum Release der Early-Access-Version wurde das Spiel größtenteils positiv aufgenommen. Gelobt wurde die Grafik: „Womit die Macher jetzt schon punkten können, ist die wunderschöne Optik von Satisfactory. […] Ob Seen, Wälder oder Wiesen, Satisfactory ist ein Augenschmaus.“ Florian Zandt kritisiert im Test für GameStar das Fehlen einer Rahmenhandlung beziehungsweise eines konkreten Spielziels: „[Zum jetzigen Zeitpunkt] ist die Early-Access-Version der Aufbausimulation wirklich nur Fließbandfanatikern zu empfehlen, die gerne ins Blaue hinein bauen.“ Marcel Kleffmann bewertete den Ersteindruck auf dem Portal 4Players mit „sehr gut“ und kam zu dem Fazit: „Obwohl noch viele Features wie Story, mehr Gebäude, Züge, Jetpacks und Co. noch fehlen, ist die bisherige Grundlage großartig und sorgte dafür, dass schon jetzt die Spielzeit wie im Fluge verging.“
Nach dem Release von Version 1.0 hielt Jonathan Bolding von PC Gamer Satisfactory für ein „meisterhaft gemachtes Spiel für Bastler, Bauer und Fabrikmanager aller Art“ und findet, es „erinnert daran, dass Spiele auch befriedigend und albern sein sollen. Es verwandelt dein Aufbau-Spiel in seinen ganz eigenen Vergnügungspark, wo du diese farbenfrohe Alienlandschaft in ein Werk deiner Vorstellungskraft verwandeln kannst.“ Matt Cox von Rock Paper Shotgun schrieb „Nichts verschlingt ein Wochenende besser als Satisfactory, dessen Ansprüche so oft in dem Sweet Spot liegen, in dem die Arbeit fordernd genug ist [...] ohne in lästige Pflicht umzukippen. Kein Management-Spiel hat mich so mächtig fühlen und es so sehr genießen lassen, wie mein Werk die Welt in diesem Ausmaß geformt hat.“ Selten habe er eine solche Liebe zum Detail wahrnehmen können. Travis Northup von IGN kam zu dem Urteil, „Satisfactory kombiniert die Kreativität und Erkundung von Minecraft mit der nach Tabellenkalkulation schreienden Planung und Optimierung von Factorio und ist nicht nur das beste Spiel, das ich dieses Jahr gespielt habe, sondern mein Lieblings-Automatisierungsspiel aller Zeiten“. Der wahre Spaß käme vom Lösen fortschreitend schwierigerer Ingenieurs-Herausforderungen, und der fein abgestimmte Kreislauf aus Automatisierung und zunehmender Erweiterung sei „geradezu exzellent“. „Jeder Moment der 130 Stunden, die es brauchte, um chaotische Förderband-Katastrophen und entzückend effiziente Fabriken zu bauen, war fesselnd, irrwitzig und eine absolute Wucht mit Freunden. Auf der Suche nach Geheimnissen und Ressourcen diese prächtige, maßgeschneiderte Welt zu erkunden, dient als fantastische Abwechslung vom Konstruieren von Produktionslinien, auch wenn der Kampf nicht viel mehr als ein paar generische Aliens zum Erschießen bietet.“
Beim Review-Aggregator Metacritic erreicht das Spiel eine Wertung von 91/100 basierend auf 18 Kritiken. Damit platzierte Metacritic es auf Platz 6 der besten PC-Spiele 2024, gleich bewertet mit den Spielen auf den drei Plätzen davor.
Bei den Benutzerbewertungen auf Steam erreichte das Spiel eine Empfehlungsrate von 96 %. Nach der Wertungsberechnung der Website SteamDB kam Satisfactory auf eine Benutzerbewertung von 95,95 % und war damit Nr. 7 unter den am besten bewerteten neuen Spielen des Jahres auf Steam.

## Verkaufszahlen
Die Early-Access-Veröffentlichung geschah im März 2019 zunächst exklusiv im Epic Games Store. Laut Epic Games gehörte Satisfactory im Jahr 2019 dort zu den neun populärsten Spielen. Seit Juni 2020 ist das Spiel auch auf Steam verfügbar.
Bis Juni 2019 hat sich das Spiel nach Angaben der Entwickler über 500.000 mal verkauft, bis Juli 2020 laut der Zeitschrift GameStar 1,3 Millionen Mal, und im Januar 2022 wurde das Erreichen von 3 Millionen Verkäufen verkündet. Insgesamt konnten innerhalb der Early-Access-Phase 5,5 Mio. Kopien verkauft werden, und das Spiel erreichte bei Steam kurz nach dem Release Platz 10 der umsatzstärksten Spiele und einen Höchststand von 186.000 gleichzeitigen Spielern. Nach Angaben von Valve gehörte Satisfactory 2024 zu den 50 umsatzstärksten Neuerscheinungen und den 100 umsatzstärksten Spielen insgesamt.
Analysen eines im Gerichtsprozess von Epic Games gegen Apple an die Öffentlichkeit gelangten Dokuments zeigten, dass Satisfactory als einziges der 23 ersten Spiele, die exklusiv im Epic Games Store angeboten wurden, innerhalb der ersten Monate den von Epic im Zuge des Exklusiv-Deals garantierten Umsatz erreichte. Satisfactory hatte zum damaligen Zeitpunkt 11,6 Mio. Dollar eingespielt.

## Auszeichnungen
Bei den Steam Awards 2020 war Satisfactory in der Kategorie Zurücklehnen und entspannen nominiert worden. 2024 war es in den Kategorien Besser mit Freunden und innovativstes Gameplay nominiert. In beiden Jahren wurde keine Auszeichnung gewonnen.
Bei den Golden Joystick Awards 2024 wurde Satisfactory als PC Game of the Year ausgezeichnet. Es war außerdem als Ultimate Game of the Year nominiert.
Bei den Game of the Year Awards 2024 des Magazins PC Gamer gewann Satisfactory in der Kategorie Best Sandbox.
Bei den 2025 vergebenen DICE Awards für das Jahr 2024 war Satisfactory als Strategy/Simulation Game of the Year nominiert.